# ブドウパンモデル

原子のブドウパンモデルの模式図。トムソンの数理モデルでは、"corpuscles"（電子）が無作為ではなく回転する環にそって配置されている。

ブドウパンモデルまたはプラムプディングモデル（英: plum pudding model）とは、原子の内部構造に関する原子模型の一つ。J・J・トムソンが、（まだ原子核が発見されていなかった）1904年に発表したモデルが特に知られる。この模型では、正の電荷のスープの中に負の電荷を持った微粒子が散らばっていて、全体として電荷の均衡が保たれているとしている。ちょうどプラムの果実が負の電荷を持つ粒子で、それが正の電荷を持つ「プディング」に取り囲まれているようであることから「プラムプディングモデル」と名付けられた。日本では当時「プラム」も「プディング」もなじみがなかったため「ブドウパン」と訳された。

## モデル
トムソンの論文「原子構造について」は1904年3月、学術雑誌 Philosophical Magazine に掲載された。トムソンは次のように記している。
トムソンのモデルでは、電子は原子内で静止しているわけではなく、環状の軌道を描いて運動しているとされた。単純化のために、軌道は平面上の同心円環に限定された。一例を挙げると、電子数37の原子では、4つの同心円環に内側から1、8、12、16個の電子が入る。円軌道を描く電子は電磁波を放射してエネルギーを失うが、電子数が増えるにつれて放射が劇的に減少するため、力学的にも放射的にも安定とされた（1904年当時、物質中の電子数は分かっておらず、水素原子にも数千個の電子がある可能性が考えられていた）。
それまでトムソンは原子が非物質的な渦巻で構成されているとする「星雲原子 (nebular atom)」仮説を提唱していた。ブドウパンモデルでは負の電荷を持つ微粒子が導入されたものの、正の電荷を担っているのが何なのかがわからず、相変わらず星雲のようなあやふやな定義に留まっていた。
トムソンのモデルは1904年から1910年までの時期でもっとも人気のあった原子モデルだった。その理由の一つとして、このモデルは、当時提唱されていた正の中心核をもつ原子模型と比較すると、安定性が高かった。例えば、中心核をもつモデルでは、軌道が乱れると徐々にエネルギーを失って核と電子が合体してしまうが、ブドウパンモデルでは軌道が崩れても周囲からエネルギーを吸収して再び安定軌道に戻ることができる。
1904年のトムソンのモデルは、1909年のガイガー＝マースデンの実験で反証（ラザフォード散乱）が示され、1911年にアーネスト・ラザフォードがその解釈をする過程で否定された。すなわち、原子には非常に小さな核となる部分があり、そこに正の電荷が集中していることがわかった（金の場合、電子約100個に対応する正の電荷があることが判明した）。これによりラザフォードの原子模型が新たに提唱された。1913年、ヘンリー・モーズリーが原子核の電荷と原子番号が非常に近いことを示し、Antonius Van den Broek が原子番号は原子核の電荷と等しいということを示唆した。同年、ボーアの原子模型が提唱され、原子番号と等しい正の電荷を持つ原子核の周りをそれと同じ個数の電子が球状の軌道殻上で運動しているという原子模型が確立された。
トムソンの原子模型では、電子は正に帯電した球形の雲の中を動き、電子が大きな軌道を描くとその内側の正の電荷の量が大きくなるため、内側に引っ張られる力が強くなり、軌道が安定するとされている。また電子は環状の軌道を描いて運動しており、電子同士の相互作用でさらに軌道が安定するとされる。トムソンはいくつかの元素の既知の主要なスペクトル線をこの模型で説明しようとしたが、あまりうまくいかなかった。また、2次元平面上の電子の運動を、3次元へ拡張することは数学的に難しく実行できなかった。いずれにしてもトムソンのブドウパンモデル（および同じ1904年に長岡半太郎が提唱した土星型原子模型）は、後のボーアの原子模型へと至る重要な一歩だったと言える。

## 名称
トムソンの原子模型はイギリスの伝統的な菓子であるプラムプディングのようであることから、そのように名付けられた（トムソン本人の命名ではない）。
トムソンのモデルは、正電荷が連続的に広がっていることを除けば土星型モデルに似ており、ブドウパン（やプラムプディング）の語感から受ける、粒子が乱雑に分布している印象とは異なっている。そのため「ブドウパン」や「プラムプディング」という呼び方は不適切と評されることもある。1900年頃に発表されたケルビン卿の原子モデルは、より右上図のようなブドウパン（やプラムプディング）に近いモデルである。